# Gaj (powiat wyszkowski)
Gaj – wieś w Polsce położona w województwie mazowieckim, w powiecie wyszkowskim, w gminie Zabrodzie. Ma status sołectwa.
We wsi ciekawa zabudowa z przełomu XIX i XX wieku.
W latach 1975–1998 miejscowość należała administracyjnie do województwa ostrołęckiego.
Wierni Kościoła rzymskokatolickiego należą do parafii Świętej Trójcy w Niegowie.